# Hermann Maier
Hermann Maier, avstrijski alpski smučar, * 7. december 1972, Altenmarkt im Pongau, Avstrija.
Maier je eden najuspešnejših alpskih smučarjev vseh časov saj je osvojil štiri medalje na zimskih olimpijskih igrah, od tega dve zlati in šest na svetovnih prvenstvih, od tega tri zlate. Na Olimpijskih igrah 1998 v Naganu je po hudem padcu na smukaški tekmi dva dni za tem zmagal v superveleslalomu nato pa še v veleslalomu. V svetovnem pokalu pa še štiri zlate globuse za skupno zmago v in deset malih kristalnih globusov za zmago v skupnem seštevku posamične discipline, od tega pet v superveleslalomu, tri v veleslalomu in dve v smuku. V svetovnem pokalu je dosegel skupno 54 zmag, od tega rekordnih 24 v superveleslalomu, 15 v smuku, 14 v veleslalomu in eno v kombinaciji. Po številu zmag je drugi alpski smučar vseh časov za Ingemarjem Stenmarkom, ki jih je dosegel 86. 